# جورج لوکاس هارتسف
جورج لوکاس هارتسف (به انگلیسی: George Lucas Hartsuff) یکی از فرمانده هان ارتش اتحادیه در طول جنگ داخلی آمریکا بود. وی در ۲۸ می ۱۸۳۰ در شهر تایر، نیویورک زاده شد و در سال ۱۸۵۲ از آکادمی نظامی ایالات متحده (وست پوئنت) دانش‌آموخته گردید. در سال ۱۸۵۳ در گردان چهارم توپخانه ارتش ایالات متحده مشغول به خدمت شد و در طی نبردهای سمینول (۵۶–۱۸۵۵) از ناحیه سینه مورد اصابت گلوله قرارگرفت که هرگز از این زخم رهایی نیافت. وی در سال ۱۸۶۳ با بهبودی نسبی به ارتش بازگشت و بیشتر در قسمت‌های اداری ارتش مشغول بکار شد.
با آغاز جنگ داخلی در پایگاه فورت پیکنز در فلوریدا حضور یافت و در آوریل ۱۸۶۲ به درجه سرتیپی و فرمانده داوطلبان برگزیده شد. وی پس از سپری کردن چندین مسئولیت در قسمت‌های مختلف ارتش در روزهای پایانی جنگ داخلی به عنوان فرماندار نظامی در پیترزبورگ، ویرجینیا برگزیده شد. وی در ۲۹ ژوئن ۱۸۷۱ به پاس چند سال خدمت نظامی شایسته و جان‌فشانی و دلاوری که در طی نبردهای آنتی‌تام و کمپین آپوماتوکس از خود نشان داد به درجه سرلشکری ارتقا یافت. هارتسف در سال ۱۸۷۴ در سن ۴۸ بر اثر بیماری سینه‌پهلو که ناشی از عوارض زخمی که در جنگ سمینول برداشته بود در نیویورک درگذشت.